# Alberto Torres
Alberto de Seixas Martins Torres (Itaboraí, 26 de novembro de 1865 — Rio de Janeiro, 29 de março de 1917) foi um político, jornalista e bacharel em direito. Foi um pensador social brasileiro preocupado com questões da unidade nacional e da organização social brasileira.
Teve importância substancial para a consolidação do nacionalismo brasileiro, com uma análise aprofundada do problema nacional e um programa pormenorizado de organização nacionalista do Brasil. Foi o inspirador de uma geração de nacionalistas da direita e da esquerda, influenciando decisivamente o pensamento de Plínio Salgado e Nelson Werneck Sodré. Além disso, foi o principal mentor de Oliveira Viana, seu sucessor.  
Em sua obra refutava as teses tanto do socialismo como do individualismo como incompatíveis à realidade brasileira e responsáveis por sua desagregação. Cumpria, ao seu entender, conhecer objetivamente a sociedade brasileira para que se pudesse propor mudanças pragmáticas e soluções aos problemas encontrados. Isto só se faria com o entendimento da realidade social enquanto unidade nacional, tendo um Estado forte à sua frente que conduzisse tais mudanças necessárias.
Conservador em termos sociais, Alberto Torres libertava-se dos preconceitos raciais, com uma visão positiva da formação brasileira. Influenciado pelas visões raciais de Torres, Belisário Penna seria responsável por fundar a política nacional de saúde pública rural no Brasil e introduzir os serviços públicos de higiene e profilaxia na maior parte dos estados do interior do país, visando o aperfeiçoamento racial do povo brasileiro, sobre o qual, a partir de Alberto Torres, não pesaria um determinismo de sub-raça.

## Biografia
Era filho de Manuel Martins Torres, que foi vice-presidente do Estado do Rio de Janeiro, no governo de José Porciúncula.
Iniciou os seus estudos no Rio de Janeiro. Matriculou-se, em 1880, em Medicina e cursou por apenas dois anos, vindo a abandonar este curso. Mudou-se para São Paulo, matriculando-se na Faculdade de Direito, tendo também início, nesta mesma ocasião, a sua atividade jornalística, colaborando com jornais como "O Caiçara", "A Idéia", "O Constitucional" e "A República". Bacharelou-se pela mesma Faculdade de Direito de São Paulo em 1886.
Regressando ao Rio de Janeiro, trabalhou como advogado no escritório de dois renomados profissionais, doutores Tomás Alves e Ubaldino do Amaral. Em 1889 foi nomeado promotor público, mas não aceitou. No mesmo ano, foi candidato a deputado pelo quarto distrito, sendo derrotado.
Entusiasta dos ideais republicanos, Alberto Torres funda em 1889, juntamente com outros publicistas, o jornal "O Povo". Após a Proclamação da República, Torres torna-se deputado da Assembleia Constituinte fluminense instalada em 1º de março de 1892, exercendo cargo de deputado estadual até o ano seguinte. Em 1894 é eleito e inicia seu mandato de deputado federal. Em 1895, o então presidente da República, Prudente de Morais nomeia Alberto Torres para o cargo de Ministro da Justiça e Negócios Interiores (30 de agosto de 1896 a 7 de janeiro de 1897), demitindo-se pouco tempo depois, em protesto pela intervenção na cidade de Campos dos Goytacazes decretada pelo vice-presidente Manuel Vitorino.
Casou-se em 1890 com Maria José Xavier da Silveira, tendo três filhos: Alberto Torres Filho, Maria Alberto Torres e Heloísa Alberto Torres.
Entre 31 de dezembro de 1897 e 31 de dezembro de 1900 exerceu o mandado de presidente do estado do Rio de Janeiro, sucedido por Quintino Bocaiuva. No ano seguinte, por decreto de 30 de abril de 1901, foi nomeado ministro do Supremo Tribunal Federal, cargo do qual se afastou em 1907, por motivos de saúde. Viajou à Europa e quando retornou ao Brasil foi concedida sua aposentadoria, por decreto de 18 de setembro de 1909, quando tinha 43 anos de idade.
Foi ainda membro do Instituto Histórico e Geográfico Brasileiro (IHGB) desde 1911 e ao abandonar a vida pública, Alberto Torres passou a dedicar seu tempo quase exclusivamente ao estudo dos problemas políticos e sociológicos brasileiros.
Seus restos mortais foram transferidos posteriormente para o Cemitério de Porto das Caixas, em Itaboraí.

## Obras
As obras de Alberto Torres consistem em importantes lentes para o estudo do período final do século XIX e inicial do século XX, tendo em vista que o autor se preocupava em discutir e propor soluções para os principais problemas do país. Ele tinha uma postura intelectual propositiva e em suas obras tinha a preocupação de abordar como os governos, por meio da atuação estatal, poderiam propor medidas que resolvessem os males do país naquele contexto.
Um aspecto importante para compreensão do pensamento social de Alberto Torres é o destaque dado aos intelectuais na condução do governo. A defesa da permanecia desses estudiosos em cargos de liderança, demostra a influencia do lugar social em suas produções, e consequentemente, de seus interesses pessoais, uma vez que o intelectual fluminense se referia a um grupo social ao qual pertencia como os mais capazes de tomar boas decisões e dar rumos corretos ao Brasil.
Entre novembro de 1910 e fevereiro de 1911 Alberto Torres publicou uma série de artigos na "Gazeta de Notícias", que posteriormente viriam a compor uma de suas mais importantes obras: "A Organização Nacional", publicada em 1914.
Outra obra importante de Alberto Torres, "O Problema Nacional Brasileiro", foi elaborada a partir de artigos publicados no "Jornal do Comércio" em 1912 e de um discurso proferido no Instituto Histórico em 1911.
Nessas obras Alberto Torres aborda uma ampla variedade de questões, dentre eles uma proposta de reforma da Constituição, o problema da formação da nacionalidade nos países colonizados, a natureza da política nas sociedades modernas, a crítica às teorias racistas predominantes em sua época, etc.
- Vers la paix (1909);
- Le problème mondial (1913);
- O problema nacional brasileiro (1914); [9][10]
- A organização nacional (1914); [11]
- As fontes da vida no Brasil (1915). [12]

No campo dos estudos jurídicos, atribui-se que o remédio constitucional que hoje se conhece por "Mandado de Segurança" foi mencionado pela primeira vez, no Direito brasileiro, em sua obra A organização nacional (1914), o qual foi tratado por Alberto Torres como Mandado de Garantia, cujo objetivo era primordialmente fazer consagrar, respeitar, manter ou restaurar preventivamente os direitos individuais ou coletivos, públicos ou privados, lesados por ato do Poder Público.

## Homenagens
Na sua cidade natal, Itaboraí, uma escola municipal foi batizada com seu nome.
No bairro da Cidade Baixa, em Porto Alegre, Rio Grande do Sul, um logradouro tem a denominação de Rua Alberto Torres.
Concomitantemente no Rio Grande do Sul, no Centro da cidade de Canoas, há um outro logradouro com nome de Rua Alberto Torres. 
Em Areal, pequeno município do interior do Rio de Janeiro, há um bairro que se chama Alberto Torres.
Na cidade de Campos dos Goytacazes, maior município territorial do interior do estado do Rio de Janeiro, há uma avenida com seu nome, Alberto Torres. 
Em Pernambuco há uma escola estadual que recebe seu nome, assim como em Natal, no Rio Grande do Norte, situada no coração do bairro nobre de Petrópolis. 
Em Mendes, RJ, há uma rua Alberto Torres ligando a estação ferroviária (antiga Parada Neri Ferreira) ao centro da cidade. Na rua situava-se o Frigorífico Anglo, a igreja de Santa Cruz e o prédio da Inspeção Federal do Ministério da Agricultura. Hoje além da igreja abriga a Câmara Municipal
Há ainda, no município de Lajeado, interior do Rio Grande do Sul, um colégio denominado Colégio Evangélico Alberto Torres (CEAT), também localizado na Rua Alberto Torres. 